# مقاومت گلساپوش یزد
باشگاه گلساپوش یزد یک باشگاه فرهنگی ورزشی ایرانی است که در شهر یزد واقع شده‌است. این باشگاه در رقابت‌های لیگ برتر فوتبال ساحلی مردان ایران حضور دارد.
این باشگاه با ۵ عنوان قهرمانی، بعد از پارس جنوبی بوشهر دومین تیم پرافتخار لیگ برتر فوتبال ساحلی مردان ایران است. این تیم در سال ۱۴۰۰ سومین قهرمانی خود را به دست آورد.

## افتخارات
- قهرمان(۴):۱۳۹۴، ۱۳۹۸، ۱۴۰۰، ۱۴۰۱
- نایب قهرمان(۴):۹۳–۱۳۹۲، ۱۳۹۳، ۱۳۹۷، ۱۳۹۹
- مقام سومی(۳):۹۲–۱۳۹۱، ۹۶–۱۳۹۵، ۱۳۹۶